# デッドクリフ
『デッドクリフ』（原題：Vertige）は、2009年のフランスのホラー映画。

## あらすじ
ロッククライミングのためにクロアチアにある自然に囲まれた山脈を訪れたフレッド、カリーヌ、ルイック、クロエ、ギヨームの5人は立ち入り禁止の看板を無視して、断崖絶壁を登り始める。そんな中、道無き道を進む5人に謎の存在が襲いかかる。

## スタッフ
- 監督：アベル・フェリー
- 脚本：ジョアン・ベルナール、ルイーポール・ドゥサンジェ
- 製作：アラン・ベンギーギ、トマ・ヴェルアエジュ
- 音楽：ジャン・ピエール・タイエブ
- 撮影：ニコラ・マサール
- 装飾：セバスチャン・イニサン
- 美術：オリヴィエ・アフォンソ
- 撮影助手：マリー・ソフィー・ダニエル
- 演出助手：マルク・ブルネット
- キャスティング：オーレリー・ギシャール

## キャスト
※役名、俳優の順
- クロエ：ファニー・ヴァレット
- ルイック：ジョアン・リベロー
- ギヨーム：ラファエル・ラングレ
- フレッド：ニコラ・ジロー
- カリーヌ：モード・ワイラー
- アントン：ジャスティン・ブランカエル